# Моравско-силезки край
Моравскосилезкият край (на чешки: Moravskoslezský kraj или Moravskoslezsko) е един от краищата на Чешката република. Разположен е в североизточната част на страната в историческите региони Силезия и Моравия. Административен център на края е град Острава.

## География
На север и североизток краят граничи с Полша, на югоизток — със Словакия, на запад със Оломоуцкия, а на юг и югозапад — със Злинския край на Чехия. Моравскосилезският край има разнообразен релеф. На север се намира планинския масив Хруби Есеник с най-високата планина на Моравия, Прадед, с височина 1491 m над морското равнище. Масивът постепенно преминава в по-ниски предпланини. В центъра на региона е разположена плътно заселена равнина, а на югоизток ландшафтът отново преминава в планини. Площта на края е 5 527 km2 (7 % от площта на Чехия). Повече от половината територия е заета от земеделски земи, 35 % са горски масиви. Краят е богат на различни видове полезни изкопаеми: каменни въглища, природен газ, варовик, гранит, мрамор, гипс, пясък, строителна глина.

## Население
Населението на края е 1 205 834 жители (по данни от 2011 г.). Това е най-гъстонаселения регион на Чехия. Плътността на населението е почти два пъти по-голяма, отколкото в другите региони на страната. 23 % от жителите живеят в градове с население повече от 5 000 души, а 60 % – в градове с население повече от 20 000 жители.

### Градове
Най-големите градове на края (по данни от 2005 г.) са: Острава (310 078 жители), Хавиржов (84 427), Карвина (65 385), Фридек-Мистек (59 682) и Опава (59 426 жители).
- Биловец
- Бохумин
- Брунтал
- Чески Тешин
- Френщат под Радхощем
- Фридек-Мистек
- Фридлант над Остравици
- Хавиржов
- Хлучин
- Яблунков
- Карвина
- Копршивнице
- Краварже
- Кърнов
- Нови Ичин
- Одри
- Опава
- Орлова
- Острава
- Римаржов
- Тршинец
- Витков
- Връбно под Прадедем

### Етнически състав през 2001 г.
Численост и дял на етническите групи според преброяването на населението през 2001 г.:
|            | Численост | Дял (в %) |
| Общо       | 1 269 467 | 100.00    |
| Чехи       | 1 106 616 | 87.17     |
| Словаци    | 43 637    | 3.43      |
| Поляци     | 38 908    | 3.06      |
| Моравци    | 28 932    | 2.27      |
| Силезци    | 9753      | 0.76      |
| Германци   | 4255      | 0.33      |
| Цигани     | 1797      | 0.14      |
| Виетнамци  | 1309      | 0.10      |
| Украинци   | 975       | 0.07      |
| Руснаци    | 583       | 0.04      |
| Други      | 10 284    | 0.81      |
| Неизвестни | 22 418    | 1.76      |

## Административно деление
Краят се дели на 6 окръга:
| Окръг         | Площ, km² | Население, души (2011) | Брой населени места |
| ------------- | --------- | ---------------------- | ------------------- |
| Брунтал       | 1536,06   | 92 693                 | 67                  |
| Карвина       | 356,24    | 256 394                | 17                  |
| Нови Ичин     | 881,59    | 148 074                | 54                  |
| Опава         | 1113,11   | 174 899                | 77                  |
| Острава-град  | 331,53    | 326 018                | 13                  |
| Фридек-Мистек | 1208,49   | 207 756                | 72                  |

## Стопанство
Още по времето на Австро-Унгария през 19 век, краят е един от най-развитите промишлени региони в Централна Европа.
В началото на 21 век, той заема второ место в Чехия (след Прага) по равнище на производство — на краят се падат 10,4 % от БВП. Всички предприятия по претопяване на чугуна и 92% от производството на стомана в страната са съсредоточени в Моравскосилезкия край. Добивът на каменни въглища също се осъществява в този регион. Други важни отрасли на икономиката на края освен тежката промишленост са енергетиката, добива на природен газ, производството на товарни автомобили, както и хранителната промишленост. В края има 23 промишлени зони. През 2006 г. на територията му осъществват дейност 5 536 чуждестранни фирми, най-голям дял сред които имат промишлени компании от Словакия (24,8 %), Полша (18,5 %) и Германия (14,5 %).
С цел развитие на туризма и икономическото сътрудничество, в края са образувани 4 еврорегиона: Бескиди, Прадед, Силезия и Тешинска Силезия.
В него няма големи автомагистрали. До края на строителството на път D47 движението се осъществява по пътищата Опава — Острава — Чески Тешин — Мости у Яблункова и Нови Ичин — Фридек-Мистек — Чески Тешин. В региона има съвременна железопътна мрежа. Близо до града Мошнов е разположено международното летище Острава-Мошнов.

## Туризъм
В Моравскосилезкия край има три града със защитени исторически центрове. Пршибор, родното място на Зигмунд Фройд, е бил важен център на образованието в Северна Моравия от 17 век до първата половина на 20 век. Нови Ичин, основан край замъка на Стари Ичин, има добре запазен централен площад, датиращ от 14 век, а близо до него е замъка Жеротински. Щрамберк е уникален малък град, разположен в котловина между варовикови хълмове, с голям брой дървени къщи и остра кула, издигаща се на хълм над града.
В региона има много замъци и дворци; най-известните са Храдец над Моравици, Радун, Краварже и Фулнек. Хуквалди, разположен в малко село със същото име под Моравско-силезките Бескиди, е една от многото останки от крепости в този район, известен също с музикалния си фестивал, посветен на композитора Леош Яначек, който е роден там. Други известни останки от замък са тези на Совинец край Хруби Есеник.
Поради важността на промишлеността в региона, в него има много музеи, които показват продукти на местното техническо развитие: Музеят на автомобилите в Копршивнице, показващ историята на автомобилите Татра, музей на жп транспорта в Студенка, музей на минното дело и бившия рудник Михал в Острава, и много други.